# مجيء مقعدي
المجيء المقعدي (بالإنجليزية: Breech presentation)‏ أو الطفل المقعدي (بالإنجليزية: Breech birth)‏ يعني مجيء المولود عند الولادة بالمقعدة متجهة إلى فرج الأم، مخالفاً بذلك حالة المجيء الطبيعية؛ وهي المجيء الرأسي. يعرف شعبياً باسم الوضع الفارسي، لكنها تسمية غير دقيقة طبياً، إذ أن كلمة وضع تستخدم للدلالة على اتجاه وجه الجنين من حيث استقباله عانة أمه أو استدبارها. ثمة عدة أشكال للمجيء المقعدي وتضم المجيء المقعدي الكامل والمجيء المقعدي الصريح.